# Saxifraga sect. Gymnopera
Saxifraga sect. Gymnopera es una sección del género Saxifraga. Contiene las siguientes especies:

## Especies
- Saxifraga cuneifolia L.
- Saxifraga hirsuta L.
- Saxifraga spathularis Brot.
- Saxifraga umbrosa L.)